# Elektronisches Bürger- und Organisationenpostfach
Das elektronische Bürger- und Organisationenpostfach (kurz eBO) ist eine Komponente im deutschen elektronischen Rechtsverkehr, die seit dem 1. Januar 2022 gesetzlich geregelt ist. Es bietet die Möglichkeit, dass Bürger sowie weitere Verfahrensbeteiligte wie Sachverständige, Gerichtsvollzieher, Dolmetscher, Betreuer, Sozialverbände und Gewerkschaften, aber auch Verbraucherzentralen und Inkassodienstleister in den elektronischen Rechtsverkehr eingebunden werden.

## Zielsetzung
Im elektronischen Rechtsverkehr strebt man danach, dass sämtliche Akteure sicher und elektronisch miteinander kommunizieren können. Ursprünglich basiert dieses System auf dem Elektronischen Gerichts- und Verwaltungspostfach. Innerhalb des Verbunds wurden besondere Postfächer für verschiedene Berufsgruppen (Anwälte, Notare, Steuerberater) und Behörden eingerichtet. Weitere Elemente wie das Schutzschriftenregister und das Akteneinsichtsportal gehören ebenfalls zum Verbund.
Bereits vor der Einführung war es Bürgern und Organisationen möglich, zumindest in Richtung des Gerichts elektronisch zu kommunizieren. Dies erfolgte entweder mittels Dokumenten, die mit einer qualifizierten elektronischen Signatur versehen waren, über normale E-Mail oder mittels der De-Mail.
Das besondere elektronische Bürger- und Organisationenpostfach ermöglicht nun erstmals eine bidirektionale elektronische Kommunikation zwischen dem Gericht und dem Bürger innerhalb eines Verfahrens.

## Rechtsgrundlagen
Für die Einführung des besonderen elektronischen Bürger- und Organisationenpostfachs mussten umfangreich und gerichtszweigübergreifend Verfahrensvorschriften angepasst werden. In Abhängigkeit von der Gerichtsbarkeit finden sich die Vorschriften zum besonderen elektronischen Bürger- und Organisationenpostfaches:
- Zivilsachen: § 130a Absatz 4 Nummer 4 ZPO
- Strafsachen: § 32a Absatz 4 Nummer 4 StPO
- Verwaltungsgerichtsbarkeit: § 55a Absatz 4 Nummer 4 VwGO
- Arbeitsgerichtsbarkeit: § 46c Absatz 4 Nummer 4 ArbGG
- Sozialgerichtsbarkeit: § 65a Absatz 4 Nummer 4 SGG
- Finanzgerichtsbarkeit: § 52a Absatz 4 Nummer 4 FGO

Die genaue Ausgestaltung erfolgt in den §§ 11ff. ERVV.

## Umsetzung
Wie die anderen „sicheren Übermittlungswege“ wird auch das eBO auf dem Protokollstandard OSCI basieren. Über einen SAFE-konformen elektronischen Verzeichnisdienst wird die Feststellung der Identität des Inhabers bei der grundlegenden Postfacheinrichtung und die Authentizität bei jeder Anmeldung am Postfach gewährleistet. Es ist aus diesem Grund rechtlich ausreichend, wenn die aus dem eBO zu versendende Nachricht vom Postfachinhaber einfach elektronisch signiert wird, z. B. durch die textliche Angabe seines Namens am Ende eines Dokuments oder durch Einfügung einer eingescannten – und nach der Rechtsprechung: leserlichen – händischen Unterschrift.
Es ist beabsichtigt, die eBO-Postfächer mit den Nutzerkonten des künftigen OZG-Portalverbunds zu harmonisieren.
Professionelle Verfahrensbeteiligte haben ab dem 1. Januar 2024 für den Empfang elektronischer Dokumente ein eBO einzurichten (Art. 3 des ERV-Ausbaugesetzes) und ab dem 1. Januar 2026 auch zum Versenden von Nachrichten zu verwenden.
Für Bürger ist keine Nutzungspflicht geplant.

## Mein Justizpostfach
Einem besonderen elektronischen Bürger- und Organisationenpostfach ähnlich, aber gesetzlich anders verankert ist „Mein Justizpostfach“,
das seit 12. Oktober 2023 allen Bürgern mit einer Postanschrift kostenlos zur Verfügung steht.